# Arbita Mińsk
Arbita Mińsk (biał. Футбольны Клуб «Арбіта» Мінск) – białoruski klub piłkarski, mający siedzibę w stolicy kraju Mińsk.

## Historia
Chronologia nazw:
- 1970: Arbita Mińsk (biał. «Арбіта» Мінск)

Klub piłkarski Arbita Mińsk został założony w mieście Mińsk w 1970 roku. W 1970 zespół startował w rozgrywkach mistrzostw Białoruskiej SRR, które zakończył na czwartej lokacie. W kolejnych latach klub zajmował następujące miejsca w pierwszej lidze: dziesiąte w 1971, ósme w 1972, w 1973 drugie miejsce, ale w drugiej lidze i dziesiąte w 1974. Potem przez dłuższy czas klub nie występował w pierwszej lidze. Dopiero w 1982 roku wrócił do pierwszej ligi. W 1982 był piątym, a w 1983 zajął trzecie miejsce. W 1984 klub zdobył swój pierwszy tytuł mistrzowski oraz Puchar Białoruskiej SRR. W ostatnim sezonie mistrzostw Białoruskiej SRR 1991 roku klub został sklasyfikowany na 8 pozycji pierwszej ligi.
Po uzyskaniu niepodległości przez Białoruś i organizowaniu własnych mistrzostw klub w 1992 startował w rozgrywkach drugiej ligi mistrzostw Białorusi, gdzie zajął przedostatnie 15.miejsce i spadł do trzeciej ligi. Jednak klub zrezygnował z rozgrywek zawodowych i potem występował w rozgrywkach amatorskich. W 2000 klub zgłosił się do rozgrywek drugiej ligi, ale zajął ostatnie 12.miejsce w grupie A i pożegnał się z rozgrywkami zawodowymi.

## Sukcesy

### Trofea międzynarodowe
Nie uczestniczył w rozgrywkach europejskich (stan na 31-05-2017).

### Trofea krajowe
| \| \| Zdobyte trofea w rozgrywkach Białorusi (stan na: 31-12-2017) \| |                                                              |      |               |
| Rozgrywki                                                             | Osiągnięcie                                                  | Razy | Sezon(y)      |
| Mistrzostwo                                                           | I miejsce                                                    | 0    |               |
| Mistrzostwo                                                           | II miejsce                                                   | 0    |               |
| Mistrzostwo                                                           | III miejsce                                                  | 0    |               |
| Puchar                                                                | zdobywca                                                     | 0    |               |
| Puchar                                                                | finalista                                                    | 0    |               |
| Puchar                                                                | 1/32 finału                                                  | 2    | 1992, 2000/01 |
| II liga                                                               | I miejsce                                                    | 0    |               |
| II liga                                                               | II miejsce                                                   | 0    |               |
| II liga                                                               | III miejsce                                                  | 0    |               |
| II liga                                                               | 15.miejsce                                                   | 1    | 1992          |
| Białoruś                                                              | Zdobyte trofea w rozgrywkach Białorusi (stan na: 31-12-2017) |      |               |

- Druhaja liha (III liga):
  - 12.miejsce (1x): 2000 (grupa A)
- Mistrzostwa Białoruskiej SRR:
  - mistrz (1x): 1984
  - 3.miejsce (1x): 1983
- Puchar Białoruskiej SRR:
  - zdobywca (2x): 1973, 1984
  - finalista (1x): 1974

## Stadion
Klub rozgrywał swoje mecze domowe na stadionie w Mińsku.

## Trenerzy
...
1992:  Leanid Jerochawiec
...